# Oedipina pseudouniformis
Oedipina pseudouniformis är en groddjursart som beskrevs av Arden H. Brame, Jr. 1968. Oedipina pseudouniformis ingår i släktet Oedipina och familjen lunglösa salamandrar. IUCN kategoriserar arten globalt som starkt hotad. Inga underarter finns listade i Catalogue of Life.